# Teatro Romano di Trieste

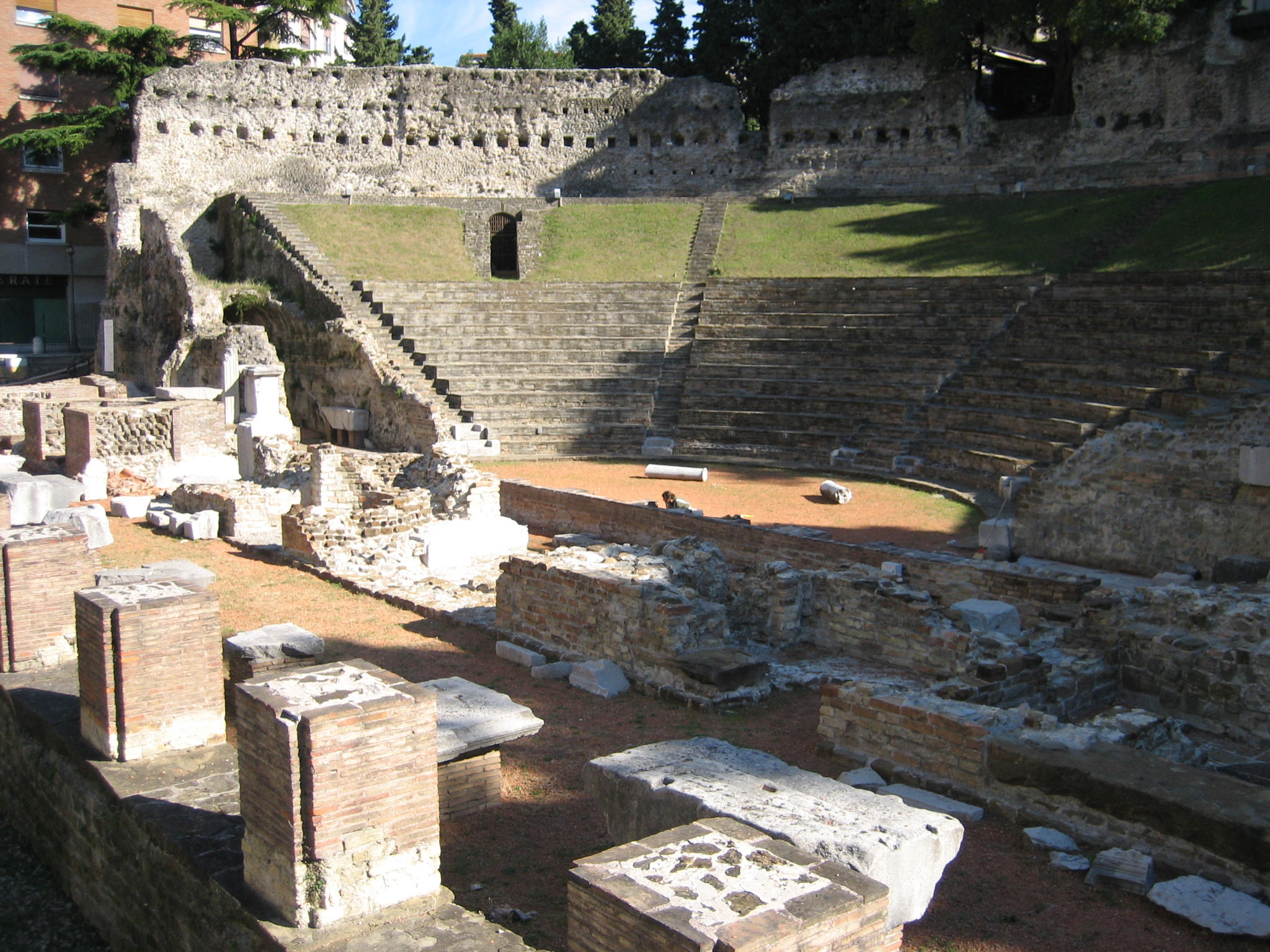
Teatro Romano di Trieste

Das Teatro Romano di Trieste (auch Teatro Tergestino) ist die Ruine des römischen Theaters in der norditalienischen Stadt Triest. 

## Lage
Das Teatro Romano befindet sich an der Via del Teatro Romano am Fuße des Colle di San Giusto, dem Stadthügel und antiken Zentrum von Triest. Ursprünglich befand sich das Theater außerhalb der Stadtmauer und am Meeresufer. Aufgrund der zunehmenden Versandung des Hafens und der Ausdehnung der Stadt auf dem so gewonnenen Boden befinden sich die Ruinen des Theaters heute im Zentrum der Stadt. 

## Aufbau des Theaters
Die halbkreisförmige Zuschauertribüne (cavea) mit den steinernen Sitzreihen ist durch Treppen in vier keilförmige Sektoren (cunei) unterteilt und bot ursprünglich Platz für 6.000 Personen. Den oberen Abschluss des Zuschauerraums bildet ein Säulengang. Sitztribüne und Säulengang sind heute noch weitgehend erhalten. Von der Bühnenschauwand (scenae frons) und der dahinter liegenden Wandelhalle sind nur Fragmente erhalten. 

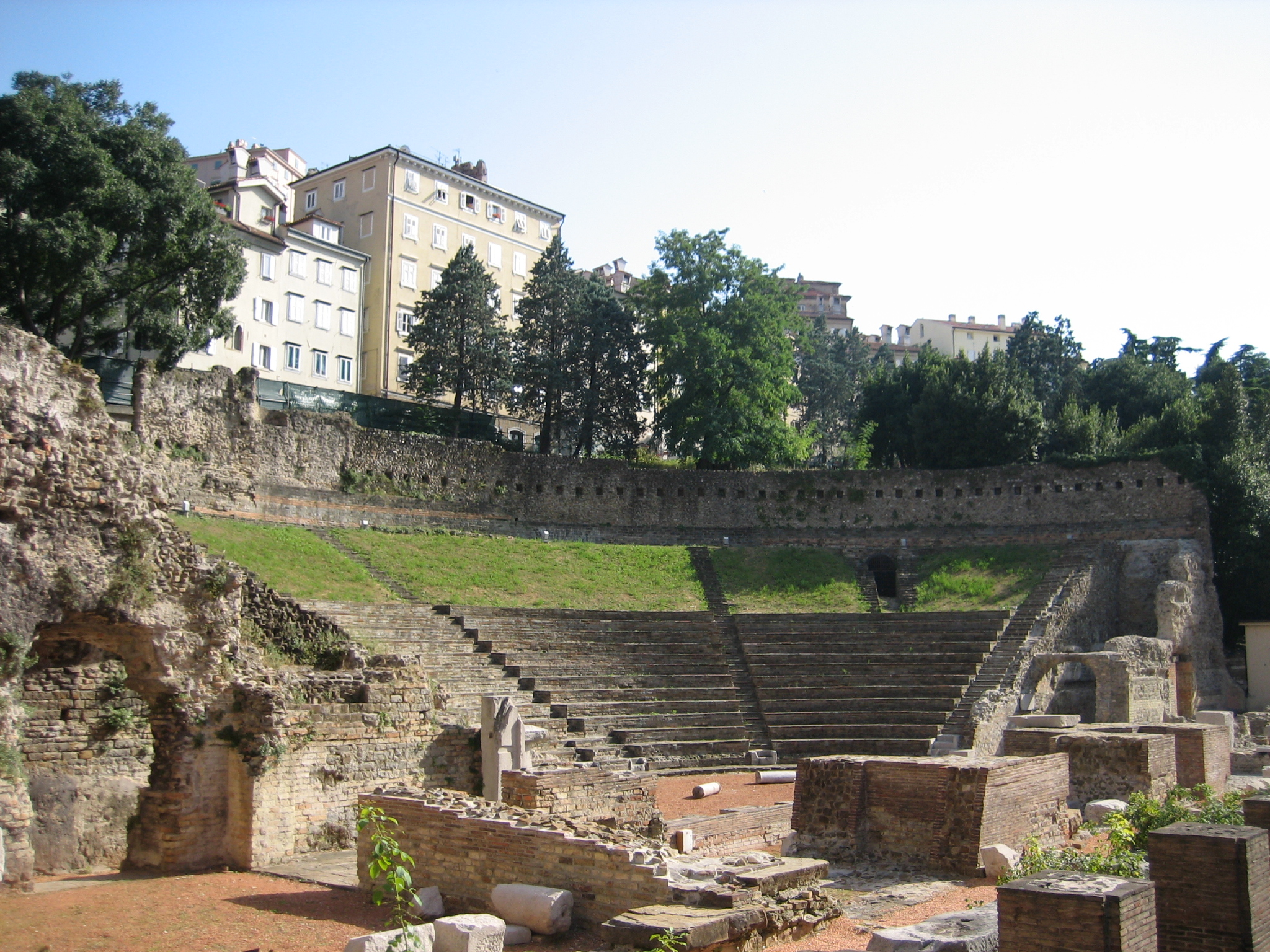
Die Ruinen des römischen Theaters

## Geschichte
Das Theater entstand am Ende des 1. Jahrhunderts unter Veranlassung und finanzieller Unterstützung des Triestiner Patriziers Quintus Petronius Modestus, einem Mitstreiter von Kaiser Titus im Jüdischen Krieg sowie Prokurator und Flamen unter Kaiser Trajan. Die Bühne lag ursprünglich am Meeresufer und diente als Schauplatz für Theateraufführungen. 
Vermutlich wurde das Theater 568 von den Langobarden zerstört, die in diesem Jahr die Stadt überfielen und belagerten. Die Reste des Theaters waren daraufhin jahrhundertelang unter der mittelalterlichen Stadtmauer und den angrenzenden Häusern verborgen. Erst 1938 wurden die Ruinen im Zuge eines größeren Stadtumbaus wiederentdeckt. Mussolini ließ daraufhin ein ganzes Wohnviertel der Altstadt abreißen. Durch die Freilegung der römischen Ruinen sollte die Kontinuität des neuen faschistischen Reiches demonstriert und die Zugehörigkeit von Triest zum römischen Reich und damit zu Italien unter Beweis gestellt werden. Mittelalterliche Teile der Stadt wurden im Zuge der Ausgrabungen zerstört. 
Heute ist das Teatro Romano ein Indiz für den Reichtum Triests zur Zeit des Römischen Reiches und dient im Juli jeden Jahres als Schauplatz eines Festivals, dem Teatro Romano Festival.